# Valbonský průsmyk

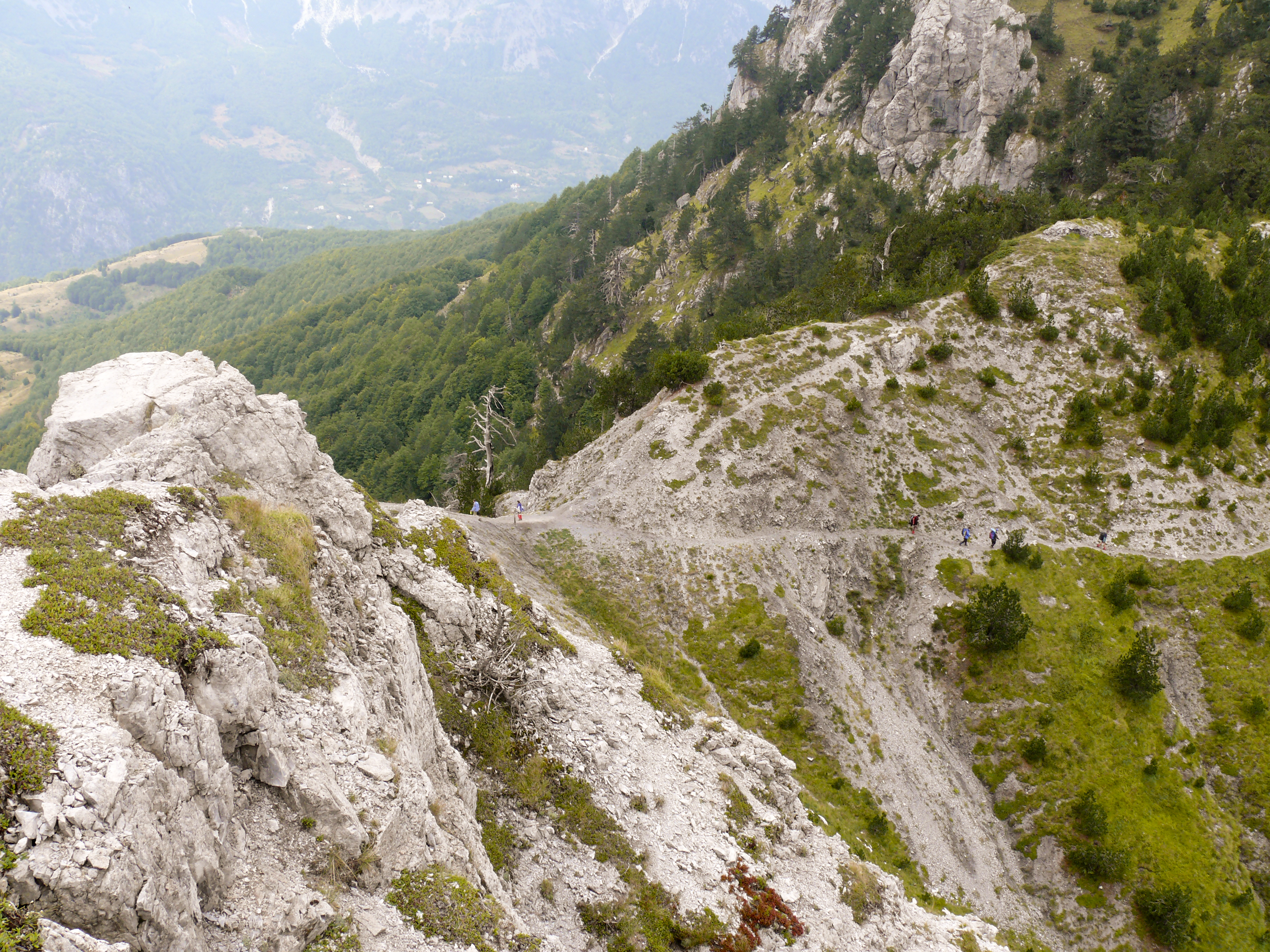
Pohled na průsmyk.

Valbonský průsmyk (albánsky Qafa e Valbonës) se nachází v severní části Albánie, v pohoří Prokletije (v národním parku Theth), jižně od Jezerského vrchu (Maja Jezërce). Cesta průsmykem vede v nadmořské výšce 1795 m n. m. Průsmyk spojuje údolí řeky Lumi i Shales s vesnicí Valbona. Průsmykem nevede sjízdná cesta a jediný přístup je možný pro pěší, resp. turisty.